# فرانك جونستون
فرانك جونستون هو سياسي كندي، ولد في 3 سبتمبر 1929. انتخب عضو المجلس التنفيذي لمانيتوبا ‏.